# 馬全欽
馬全欽（1901年—1981年），字廷斌，回族，甘肅省積石山縣四堡子鄉人，馬家軍成員。

## 生平
幼時其父秀才趙尕郎在家教授四書五經。年稍長，在時任時任涼州鎮守使的堂兄馬廷勷介紹下於軍中任職。

### 中華民國時期
直系軍閥曹錕任民國總統時，吳佩孚駐洛陽，馬廷勷為拉攏絡直系，派馬全欽以西軍指揮名義給吳佩孚祝壽。吳佩孚於是將馬全欽引見給曹錕，曹錕遂任命馬全欽為總統府侍從武官。曹錕倒臺後，馬全欽返回涼州，仍在西軍任職。
民國15年（1926年），馮玉祥率國民軍部進入西北，劉鬱芬主政甘肅，將西軍改編為國民軍第二十七師，馬廷勷任師長，馬國良任副師長，馬全欽任團長，駐防臨夏。時馬全欽團有六個營，其中三個騎兵營，駐大河家、大溝、黃泥灣等地；步兵三個營，分駐寧定、四家咀、尕營盤等處。
1927年春，馬全欽升任旅長，馮玉祥出潼關與奉軍作戰，馬廷勷派馬全欽率騎兵一旅前往增援。國民軍進駐蘭州後，原來割據地方勢力，處于朝不保夕的境地，馬家軍內部鬥爭日漸激化。因爭奪旅長一職，馬全欽結怨于馬廷賢（馬安良之子）。
民國十七年（1928年）馬仲英起事，馬廷賢首起響應。當時馬步芳也由青海化隆率部至積石山癿藏鎮藏約馬全欽起事，共同反對國民軍。但是，馬全欽因恨馬廷賢，便改擁國民軍，並派部屬孔海山去癿藏勸阻馬步芳。馬步芳接受馬全欽的勸阻返回化隆。
馬全欽為討好河州鎮守使趙席聘，自告奮勇請命撲滅馬仲英部，經趙同意率部前往追剿。行至寧河買家集附近與馬仲英部相遇，因部隊嘩變而敗仗，馬全欽只帶少數親信還赴河州，被趙席聘拒之城外。此時，馬全欽因擔心大河家的西軍軍火被馬仲英掠去，便返回大河家，派人銷毀四堡子兵器庫後經享堂赴永登，被劉鬱芬派人接到蘭州軟禁七、八個月。馬步芳未卷入這場鬥爭而保存實力，開始對馬全欽百般信賴。
民國二十二年（1933年），蔣介石委任孫殿英為西北屯墾督辦，以牽制甘、寧、青的三馬勢力。三馬聯合反孫。寧夏馬鴻逵為擴充實力，請馬全欽出任所部騎兵第二旅旅長。馬全欽自行在臨夏整編後，率部開往寧夏，並與隨後到達的馬步芳軍聯合作戰，擊敗孫殿英。三馬在甘、寧、青的統治地位得到鞏固。
民國二十四年（1935年），馬全欽因不得重用，辭職回到大河家興辦教育。民國二十五年（1936年）創辦私立魁峰小學，民國三十二年（1943年）創辦私立魁峰中學。在興辦魁峰學校的同時，馬全欽還開辦梅坡、劉集、吹麻灘3所六年制完小，在大河家、韓陝家、高趙家、王家嶺、肖紅坪、麻歐洼、龍泉、陽洼等村開辦8所四年制初小。
1948年，馬全欽任國民黨中央立法委員。
1949年解放軍解放臨夏，23日拂曉，馬全欽攜家眷逃往青海官亭，在當地與胞弟馬介欽商量，決定向王震投誠，並收繳從臨夏逃到官亭的馬步芳部黑次郎（馬如林）團的槍械、軍火、戰馬等軍用物資。

### 中華人民共和國時期
1949年8月魁峰學校由臨夏縣人民政府接管，更名為四堡子學校，1980年，改設為保安族中學。
中華人民共和國建立後，馬全欽被任命為西北軍政委員會高級參謀，1952年調任西北行政區民族事務委員會委員，後任全國回民文化協會委員。
1964年，調任寧夏回族自治區參事室參事。文化大革命開始後，馬全欽被遣送到大河家，受到不公正待遇。中共十一屆三中全會後，恢復名譽，並被推選為甘肅省政協委員。
1981年3月，馬全欽在蘭州病逝，享壽81歲。

## 家族
祖父馬占鰲，父亲馬國良，弟弟馬介欽。